# Robert Mayer-egyenlet
A fizikában, pontosabban a termodinamikában a Robert Mayer-egyenlet megadja az izochor és izobár mólhők közötti összefüggést. Ezt ideális gáz esetén Julius Robert von Mayer vezette le a XIX. században.
A Robert Mayer-egyenlet: {\displaystyle C_{P}-C_{V}=nR}
ahol:
- {\displaystyle n} az anyagmennyiség,
- {\displaystyle R} az egyetemes gázállandó,
- {\displaystyle C_{P}} az állandó nyomáson értelmezett moláris hőkapacitás,
- {\displaystyle C_{V}} az állandó térfogaton értelmezett moláris hőkapacitás.

Egy mól ideális gáz esetén a kétféle moláris hőkapacitás közötti különbség az egyetemes gázállandó értékével egyenlő.
{\displaystyle C_{p}-C_{v}=R\ =8,314} J/mol·K

## A Robert Mayer-egyenlet általánosítása
Abban az esetben, ha a gáz nem ideális, másképp néz ki az {\displaystyle F(P,V,T)=0} állapotegyenlete . A termodinamika második főtétele bevezeti az entrópiát, mint állapotfüggvényt, amelynek segítségével általánosítható a Robert Mayer-egyenlet bármilyen fluidumra. Ezért a feladat visszavezetődik a mólhők kifejezésére az entrópia segítségével.
Ezeket a következőképpen fejezhetjük ki:

Tekintsük az entrópiát kétváltozós függvénynek, amely a hőmérséklettől és a térfogattól függ:

 
Parciálisan deriválva a hőmérséklet szerint, alkalmazva a láncszabályt:

Beszorozva a hőmérséklettel és alkalmazva a mólhők definícióját:
Felhasználva a Szabadentalpia differenciális kifejezéseinek egyikét:

Ehhez az egyenlethez jutunk, amelyet a Robert Mayer-egyenlet általánosításának nevezünk:

ahol:
- {\displaystyle P} a nyomás,
- {\displaystyle T} a hőmérséklet,
- {\displaystyle V} a térfogat.

Látható, hogy az egyenlet jobb oldalán csak olyan mennyiségek szerepelnek, amelyek az állapotegyenletből fejezhetőek ki, ezért ha ez ismert, belőle ki lehet fejezni a szükséges mennyiségeket. Sajátos esetben ideális gázra is ismert a Gáztörvény, ebből kifejezve a megfelelő parciális deriváltakat a Robert Mayer-egyenlethez jutunk.

## Ideális gáz
Az általános Robert Mayer-egyenletből kiindulva, a feladat az állapotegyenletből a megfelelő parciális deriváltak kifejezése.
Az állapotegyenlet jelen esetben a Gáztörvény:

Kifejezve a nyomást, illetve a térfogatot a hőmérséklet függvényében:

Tudva, hogy az Anyagmennyiség állandó, kifejezve a parciális deriváltakat:

Behelyettesítve az általános összefüggésbe:

Felhasználva az állapotegyenletet és egyszerűsítve:

## Reális gáz
Hasonlóan az ideális gáz esetéhez, felhasználva a reális gázt leíró állapotegyenletet, kifejezve a megfelelő parciális deriváltakat, eljutunk a reális gázra jellemző Robert Mayer-egyenlethez. A számítások egyszerűsítése érdekében legyen az anyagmennyiség 1mól.
Ebben az esetben az állapotegyenlet a Van der Waals-egyenlet:

{\displaystyle \left(P+{\frac {a}{V^{2}}}\right)\left(V-b\right)=RT}

Kifejezve a nyomást:

Tudva, hogy az állapotegyenlet felfogható egy háromváltozós függvényként:{\displaystyle F(P,V,T)=0}, fennállnak rá a következő összefüggések:

{\displaystyle \left({\partial V \over \partial T}\right)_{P}\left({\partial T \over \partial P}\right)_{V}\left({\partial P \over \partial V}\right)_{T}=-1}
{\displaystyle \left({\partial V \over \partial T}\right)_{P}={-1 \over \left({\partial T \over \partial P}\right)_{V}\left({\partial P \over \partial V}\right)_{T}}={-\left({\partial P \over \partial T}\right)_{V} \over \left({\partial P \over \partial V}\right)_{T}}}

Kifejezve a nyomás megfelelő parciális deriváltjait:

{\displaystyle \left({\partial P \over \partial T}\right)_{V}={\frac {R}{V-b}}}

Behelyettesítve az általános összefüggésbe:

Tudva, hogy az izoterm kompresszibilitási együttható:{\displaystyle \chi _{T}=-{1 \over V}\left({\partial V \over \partial P}\right)_{T}}( ideális gáz esetén {\displaystyle \chi _{T}={\frac {1}{P}}}), 
Az izobár hőtágulási együttható: {\displaystyle \alpha ={1 \over V}\left({\partial V \over \partial T}\right)_{P}}( ideális gáz esetén,{\displaystyle \alpha ={1 \over T}}),
Az izochor nyomástényező:  {\displaystyle \beta ={1 \over P}\left({\partial P \over \partial T}\right)_{V}}(ideális gáz esetén  {\displaystyle \beta ={\frac {1}{T}})}.
A Robert Mayer-egyenlet felírható ezek segítségével is:
{\displaystyle C_{P}-C_{V}=T\left({\partial P \over \partial T}\right)_{V}\left({\partial V \over \partial T}\right)_{P}=TP\beta V\alpha =T\left(P\beta \right)^{2}V\chi _{T}=T{V\alpha ^{2} \over \chi _{T}}}.
Mivel az izoterm kompresszibilitási együttható mindig pozitív, a fenti egyenletből látszik, hogy: {\displaystyle C_{P}>C_{V}}.
Ebből következik, hogy az adiabatikus kitevő {\displaystyle \kappa ={\frac {c_{p}}{c_{v}}}>1} minden esetben.